# Ana Pérez Ventura
Ana Pérez Ventura est une artiste peintre et pianiste espagnole, née le 5 novembre 1981 à Saint-Jacques-de-Compostelle en Espagne. Elle est connue pour travailler autour des liens entre la musique et les arts plastiques.

## Biographie
Ana Pérez Ventura est née le 5 novembre 1981 à Saint-Jacques-de-Compostelle en Espagne. Elle étudie à la faculté des beaux-arts de Pontevedra, à l'université de Vigo, de 1999 à 2004, où elle est diplômée dans la spécialité peinture. De 2004 à 2008, elle suit des études au Conservatoire supérieur en musique de Vigo, où elle acquiert un diplôme supérieur de musique dans la spécialité du piano,,.
En 2008, Ana s'inscrit à l'Université Paris-Sorbonne et y obtient un master en musique et en musicologie en 2011,,. Son master est consacré à la relation entre la musique et les arts plastiques, domaines dans lesquelles elle exerce et qui sont ses sujets d'études et d'expression artistiques depuis le début de ses études supérieures.

## Peinture

### Œuvres
Depuis 2007, Ana Pérez Ventura travaille sur une série de peintures intitulées « Études », en référence à l'étude musicale. Ana s'appuie sur sa carrière de pianiste pour convertir la gestuelle rythmique répétitive du piano dans ses tableaux et explore la question de la temporalité dans ses œuvres.

### Expositions
Expositions personnelles :
- Juin 2008 : Xeración 2000 + 8. « Ana e as catro estacións », conservatoire supérieur de musique de Vigo, Vigo[2],[4] ;
- 2010 : « Études », Colegio de España, Cité internationale universitaire de Paris, Paris[3],[4] ;
- 17 janvier 2012 - 9 février 2012 : « Le temps comme espace », Maison de la Recherche de l'Université Paris-Sorbonne, Paris[7] ;
- 12 janvier 2013 - 27 janvier 2013 : « Espace et répétition », Maison des étudiants Suédois, Cité internationale universitaire de Paris, Paris[8] ;
- 1er juin 2013 - 22 juin 2013 : « Une écriture du temps », galerie Point Doré, Paris[9] ;
- 28 mai 2014 - 22 juin 2014 : « Vibrations», galerie Artemper, Paris[10] ;
- 2014 : « Nouvelles études », Centre culturel Eugène Massillon, Le Coudray-Montceaux[11].

Expositions collectives,, :
- 2004 : Sense Títol, Faculté de Beaux-Arts de Barcelona, Barcelone, Espagne ;
- 2007 : XXIVe concours national de peinture du concello de Cambre, Cambre, Espagne ;
- 2008 : Premio Terras do Iria, Convento do Carme, Padrón, Espagne ;
- 2008 : IVe concours de peinture du Concello de Brión, « Novos valores 7 », Brión, Espagne ;
- 2009 : CFCA Art Contest, Vigo ;
- 2010 : « Cromática » Young Painting Biennal, Ourense, Espagne ;
- 2010 : VIe concours de peinture du Concello de Brión, « Novos valores 9 », Brión ;
- 2011 : VIIe concours de peinture du Concello de Brión, « Novos valores 10 », Brión ;
- 2012 : « Cromática II » Young Painting Biennal, Ourense, Espagne ;
- 2012 : VIIe concours de peinture du Concello de Brión, « Novos valores 7 », Brión ;
- 2013 : XIe Bienal Pintor Laxeiro, Museo Ramón María Aller, Lalín, Espagne ;
- 2013 : Salon des réalités nouvelles, Parc floral, Paris ;
- 2013 : NordArt 2013, Kunstwerk Carlshütte, Büdelsdorf, Allemagne ;
- 2014 : 8e Premio Auditorio de Galicia para Novos Artistas, Auditorio de Galicia, Saint-Jacques-de-Compostelle[12] ;
- 2014 : Salon des réalités nouvelles, Parc floral, Paris ;
- 3 octobre 2014 - 30 novembre 2014 : « La Vietnamita », OTR. Espacio de arte, Madrid, Espagne[13] ;
- 1er novembre 2014 - 7 novembre 2014 : « Réalités nouvelles hors les murs », Pékin, Chine[14] ;
- 18 octobre 2015 - 25 octobre 2015 : Salon des réalités nouvelles 2015 , Parc floral de Paris[15].

## Musique
Après ses études au Conservatoire supérieur de musique et en Beaux-arts de l’Université de Vigo, Ana Pérez Ventura poursuit de 2007 à 2010 sa formation musicale au conservatoire d'Amsterdam avec le pianiste Matthijs Verschoor et à l'université Alcalá de Henares avec Josep Colom,.
Ana se produit régulièrement en concert en Espagne, aux Pays-Bas et en France. Elle est aussi invitée à plusieurs reprises par le cycle de concerts « Teresa Berganza » de Saint-Jacques de Compostelle, par le Festival « Xeración 2000+8 » de Vigo, le « 1er festival John Cage » du musée d'art contemporain de Vigo et par le « Festival Mas i Mas » de Barcelone. 
Son répertoire est centré sur la musique impressionniste. Elle interprète notamment les œuvres du compositeur catalan Federico Mompou.
Depuis 2012, Ana Pérez Ventura est la partenaire d'Ángel Álvarez dans le duo Catalicia. Le duo se produit en Espagne et en France. Il a notamment participé en 2013 au festival « Moncofa al Carrer (MAC) » de Moncofa en Espagne.

## Prix et bourses
Liste des prix et bourses obtenues par Ana Pérez Ventura, :
- 1998 : 2e prix de peinture du concours galicien d'arts plastiques ;
- 2003 - 2004 : bourse « Séneca » pour étudier à la Faculté des Beaux-Arts de l'université de Barcelone ;
- 2009 - 2010 : bourse de la fondation « Segundo Gil Dávila » ;
- 2010 - 2011 : bourse de la fondation « Pedro Barrié de la Maza » ;
- 2014 : prix Artension au Salon des réalités nouvelles[22].